# كيفين رودريغيز
كيفين رودريغيز مواليد 5 مارس 1994 في بايون، هو لاعب كرة قدم فرنسي-برتغالي كظهير أيسر. مثّل منتخب فرنسا لكرة القدم لعب سابقاً في نادي القادسية السعودي.